# Crise de l'anchois
La crise de l'anchois du golfe de Gascogne est un cas d'école de la gestion politicienne des ressources halieutiques au sein de l'Union européenne.
Le non-respect de recommandations scientifiques[réf. nécessaire] aboutit à une situation de crise durant la campagne de pêche de 2005 : le conseil des ministres européens, face aux données scientifiques catastrophiques[réf. nécessaire], et sous la pression des marins pêcheurs espagnols qui constatent alors en mer la quasi absence d'alevins d'anchois[réf. souhaitée], décident de fermer la pêcherie en écourtant la saison malgré les pressions françaises. À partir de juillet 2006, la pêche est totalement interdite, et ce jusqu'en 2010. Cette crise est très semblable à celle de la morue de Terre Neuve, même si la grande fécondité de l'anchois a permis une régénération rapide du stock.

## Déroulement de la crise de 2002
Les prises d'anchois culminent à 80 000 t par an dans les années 1960, puis se sont effondrées une première fois dans les années 1980 à seulement 10 à 15 000 t, avant de se stabiliser à 40 000 t dans les années 1990. Si la crise des années 1980 est peu documentée, celle qui débuta en 2002 l'est par contre suffisamment pour être décrite et expliquée en détail :
- Total autorisé de capture (TAC) 2003[2] : fin 2002 il fait, comme chaque année, l'objet de discussion entre scientifiques et politiques européens : le Conseil international pour l'exploration de la mer estima que le stock d’anchois étaient satisfaisant et le taux d'exploitation acceptable, mais que l'abondance de la classe de 2002 (anchois nés au printemps 2002) était faible et nécessitait une baisse des captures à 12 500 t révisable. La Commission européenne ne suivra pas l'avis et fixera un TAC à 33 000 t, conforme aux demandes des pêcheurs espagnols et français.

- TAC 2004 : Les discussions pour fixer le TAC 2004 provoque un second désaccord : les données scientifiques sont mauvaises, le stock est en dessous de la limite de sécurité biologique fixé à 21 000 t. Le CIEM propose un TAC de 11 110 t révisable. La Commission européenne reste sourde et accorde un TAC de 33 000 t.
- TAC 2005 : La situation continue de s’aggraver : l'état du stock continue de se dégrader rapidement, le CIEM propose un TAC révisable de 5 000 t. La Commission européenne continue d'ignorer les recommandations scientifiques et fixe le TAC à 30 000 t, ce qui est, comble de l'absurdité, le double de la biomasse totale d'anchois restante dans le Golfe de Gascogne, estimé alors à 15 000 t[3].
- Campagne de pêche de 2005 : Le début de la campagne de pêche est alarmant[4], les données issues des pêcheries et des campagnes scientifiques sont catastrophiques, la biomasse de géniteurs est faible et les anchois d'un an (née en 2004) sont presque introuvables. Les pêcheurs espagnols demandent la fermeture de la pêcherie dès le mois de juin, ce qui provoque la colère des pêcheurs français[5]. Le CIEM préconise une fermeture immédiate de la pêcherie, La Commission européenne temporise et ne ferme la pêcherie qu'en juillet. La fermeture de la pêcherie est un choc pour les autorités[6] et les pêcheurs français[6].
- TAC 2006 : La Commission européenne autorise une reprise partielle de la pêche à l’anchois limitée à un certain nombre de bateaux avec un TAC de 5 000 t[3], les espagnols refusent de pêcher et boycottent les anchois français, des anchois du Pérou sont massivement importés pour alimenter le marché espagnol, principal débouché.
- TAC 2007 : La Commission européenne ferme la pêcherie jusqu'à nouvel ordre et ce malgré les actions de protestation des pêcheurs français qui bloquent plusieurs ports[7], l'Espagne tient à respecter les avis scientifiques[8]. La biomasse remonte à 30 000 t[9]. Il est décidé de n'ouvrir la pêcherie qui si la biomasse repasse au-dessus de 30 000 t et de fixer le TAC à hauteur de 30 % de la biomasse.
- TAC 2008 : La pêcherie reste fermée, la biomasse retombe à 24 000 t[10], les échantillonnages en mers sont inquiétants : les œufs sont rares et aucun juvénile d'un an n'est capturé, le gouvernement français continue pourtant de militer pour une réouverture de la pêche au plus vite[11].
- TAC 2009 : La pêcherie reste fermée, les pêcheurs français, pour la première fois depuis le début de la crise, ne réclament pas de TAC et acceptent les données scientifiques[12]. La reconstitution de la biomasse est évaluée à 36 500 t[13] à la fin de l'été.
- TAC 2010 : Réouverture de la pêche avec un TAC de 7 000 t[14] pour 2010. Après une première campagne bien maîtrisée, le stock continue sa reconstitution et la biomasse atteint 51 350 t[15].
- TAC 2011 : Un quota de 15 600 t[16] est accordé pour 2011. La biomasse est évaluée à 98 450 t[17].
- TAC 2012 : Le TAC est corrigé à 29 000 t pour 2012. Fin 2012 la biomasse retombe à 70 000 t[18].
- TAC 2013 : Conformément aux engagements de respecter les recommandations scientifiques, le TAC est corrigé à 20 700 t pour 2013.
- TAC 2014 : La biomasse est estimée à 56 000 t, le TAC est automatiquement corrigé à 17 100 t pour 2014[19]
- TAC 2019 : Le TAC est corrigé à 10 240 t pour la période du 1er juillet 2019 au 30 juin 2020. Pour certaines zones ou sous-zones, le total admissible des captures applicable à l'anchois commun est fixé à zéro[20].

## Mécanisme d'effondrement du stock
L'effondrement rapide et dramatique du stock d'anchois s'explique par les traits d’histoire de vie de l'espèce et sa dynamique des populations :
- Une espérance de vie courte (quatre ans) : la population d'anchois ne contient pas de vieux géniteurs qui amortissent les variations annuelles de recrutement des larves, quelques années de surpêche suffisent à liquider la biomasse en place ;
- Une forte fécondité mais des larves très sensibles aux conditions du milieu : les variations naturelles de recrutement et donc de biomasse sont élevées.

Ces caractéristiques, communes à tous les petits poissons pélagiques (sardines et anchois de toutes origines), font que les populations de ces espèces peuvent s'effondrer ou au contraire se rétablir très rapidement. Les faibles recrutements observés entre 2002 et 2008 s'expliquent par des variations des paramètres de l'environnement des anchois, c'est un phénomène naturel sans conséquence à long terme mais qui doit être pris en compte pour décider des TAC. C'est le maintien d'une pression de pêche totalement déséquilibrée qui entraîna l'effondrement presque total du stock en moins de 5 ans. La fermeture de la pêcherie et des meilleures conditions climatiques ont permis un rétablissement tout aussi rapide à partir de 2009. Au vu des captures des années 1960 (80 000 t) il est par contre difficile de dire si la situation actuelle correspond à un rendement équilibré maximal ou à un système en sous optimal à cause d'un glissement de ligne de base, la capacité porteuse n'est pas connue avec précision. Entre 1984 et 2004 elle était de 60 000 t de géniteurs et le taux de prélèvement de 45 %, ce qui au vu de l'effondrement de 2005 n'était pas durable. Les ajustements des TAC en 2012 et 2013 laissent penser que la leçon a été apprise et que les prochaines variations naturelles de la population d'anchois seront accompagnées d'une baisse proportionnelle de la pression de pêche.

## Aspects sociaux économique et politiques
En juin 2005 les pêcheurs espagnols demandent une fermeture de la pêcherie et une aide de 8 millions d'euros pour compenser leurs pertes économiques. Cette position ne manque pas d'agacer des pêcheurs français qui nient la situation dramatique du stock et exigent un TAC de 4 000 t. Sous la pression des pêcheurs qui bloquèrent des ports, les autorités françaises firent à leur tour pression sur l'Espagne et l'UE pour obtenir un TAC malgré la situation : en 2007 le ministre de l'Agriculture et de la Pêche, Michel Barnier, fut envoyé en Espagne pour obtenir des concessions des Espagnols. À défaut de reprise de la pêche, les pêcheurs français obtiendront une aide de 15 millions d'euros. Certains pêcheurs français accusent les Espagnols de réaliser un coup de force visant à faire disparaître la flotte française, usant au passage d'un argument particulièrement fallacieux : la mortalité moyenne par la pêche représente en réalité 45 % de la biomasse d'anchois, et non pas 7 %.
L'absence de mesure de gestion amont a rendu nécessaire une fermeture brutale de la pêcherie en pleine campagne, situation sans précédent dans l'histoire de la politique des pêches de l'UE. La première conséquence fut bien sûr un important manque à gagner pour les pêcheurs français et Espagnols exploitant cette ressource. De nombreux bateaux équipés pour cette pêche ont été retirés des flottes, et les propriétaires indemnisés. La fermeture de la pêche provoque aussi un choc culturel et social, la colère initiale des pêcheurs laissant progressivement place à une timide remise en cause, et à une début de coopération avec les scientifiques,.
Le marché a aussi changé, pendant presque 5 ans les transformateurs d'anchois et les consommateurs ont pris l'habitude des anchois d'importation venant du Pacifique. Les pêcheurs vont devoir reconquérir les marchés perdus, ce qui est toujours difficile.

## Dans la culture
Cette crise est évoquée de façon humoristique dans la bande dessinée Quai d'Orsay, puis dans son adaptation filmée de Bertrand Tavernier.